# Mr.タスク
『Mr.タスク』（ミスター・タスク、Tusk）は、2014年のアメリカ合衆国のホラーコメディ映画。監督・脚本はケヴィン・スミス、出演はマイケル・パークス、ジャスティン・ロング、ハーレイ・ジョエル・オスメント、ジェネシス・ロドリゲスなど。あるYouTuberを取材するためにカナダの地方の町にやってきた米国人ポッドキャスターの青年がたどるおぞましい運命を描いている。

## ストーリー
友人とポッドキャストを運営するウォレスは、『キル・ビル』を真似て片足を失った少年を取材するためにカナダを訪れるが、少年はすでに自殺しており取材は空振りに終わる。落胆するウォレスだったが、過去に遭遇した奇妙な体験を語ってくれる元船乗りの老人がいることを知った彼は、その老人に会うため人里離れた屋敷へと足を運ぶのだった。
車椅子に乗ったその老人はハワードと名乗り、ウォレスは手厚く迎えられ、彼が遭遇した過去の航海での体験談を聞かされる。何十年も昔、航海中に船が氷山にぶつかったことで難破してしまったハワードだったが、彼はなんとセイウチによって命を助けられたというのだ。ウォレスはこの話を聞きながらハワードが淹れた紅茶を飲むが、それには睡眠薬が入っており、彼はたちまち意識を失ってしまうのだった。
目を覚ましたウォレスは車椅子に縛りつけられ、そして片足は切断されていた。驚いたウォレスはハワードを激しく責め立てるが、ハワードは車椅子から立ち上がってウォレスを殴りつけ、そして彼をセイウチに変えるために手術を行うという恐ろしい計画を話し始めるのだった。

## キャスト
※括弧内は日本語吹替
- ハワード・ハウ: マイケル・パークス（稲垣隆史）
  - 若年期: マシュー・シヴリー
- ウォレス・ブライトン: ジャスティン・ロング（川中子雅人）
- アリー・レオン: ジェネシス・ロドリゲス（木下紗華）
- テディ・クラフト: ハーレイ・ジョエル・オスメント（山崎健太郎）
- ギー・ラポワンテ: ジョニー・デップ（平田広明）
- 入国審査官: ハーレイ・モレンスタイン（英語版）
- 刑事: ラルフ・ガーマン
- ギムリ・スライダーのウェイトレス: ジェニファー・シュウォールバック・スミス（英語版）
- コンビニ店員#1: ハーレイ・クイン・スミス（佐野愛）
- コンビニ店員#2: リリー＝ローズ・デップ（相沢梨紗[3]）
- コンビニの客: アシュリー・グリーン
- キル・ビル小僧: ダグ・バンクス（英語版）
- アーネスト・ヘミングウェイ: ザック・ナットソン（英語版）（クレジットなし）

## 作品の評価
Rotten Tomatoesによれば、批評家の一致した見解は「『Mr.タスク』は愉快なほどに馬鹿馬鹿しく、魅力的に自虐的だが、それだけでは薄っぺらで伸びきったストーリーを補うには不十分である。」であり、132件の評論のうち高評価は45%にあたる59件で、平均点は10点満点中5.6点となっている。
Metacriticによれば、33件の評論のうち、高評価は12件、賛否混在は13件、低評価は8件で、平均点は100点満点中55点となっている。

## スピンオフ
2016年、本作でリリー＝ローズ・デップとハーレイ・クイン・スミスが演じた女子高生のコンビニ店員に焦点を当てたスピンオフ映画『コンビニ・ウォーズ バイトJK VS ミニナチ軍団』が制作された。